# Kostel Prozřetelnosti Boží (Santiago de Chile)
Kostel Panny Marie a Prozřetelnosti Boží (španělsky Iglesia de Nuestra Señora de la Divina Providencia) v Santiagu de Chile je římskokatolický novorenesanční kostel, který dal jméno městské části (komuně) Providencia.
Vystavěn byl v letech 1881–1890 podle plánů architekta Eduarda Provasoliho.
Od roku 1989 je kostel památkově chráněn. Při zemětřesení v roce 2010 se zřítil vrchol věže kostela.